# Bloeteocoris
Bloeteocoris is een geslacht van wantsen uit de familie van de Alydidae (Kromsprietwantsen). Het geslacht werd voor het eerst wetenschappelijk beschreven door Ahmad in 1965.

## Soorten
Het genus bevat de volgende soorten:

- Bloeteocoris inflexigena (Blöte, 1934)
- Bloeteocoris meridianus Ahmad, 1965
- Bloeteocoris minutus Ahmad, 1965